# Cartof-dulce

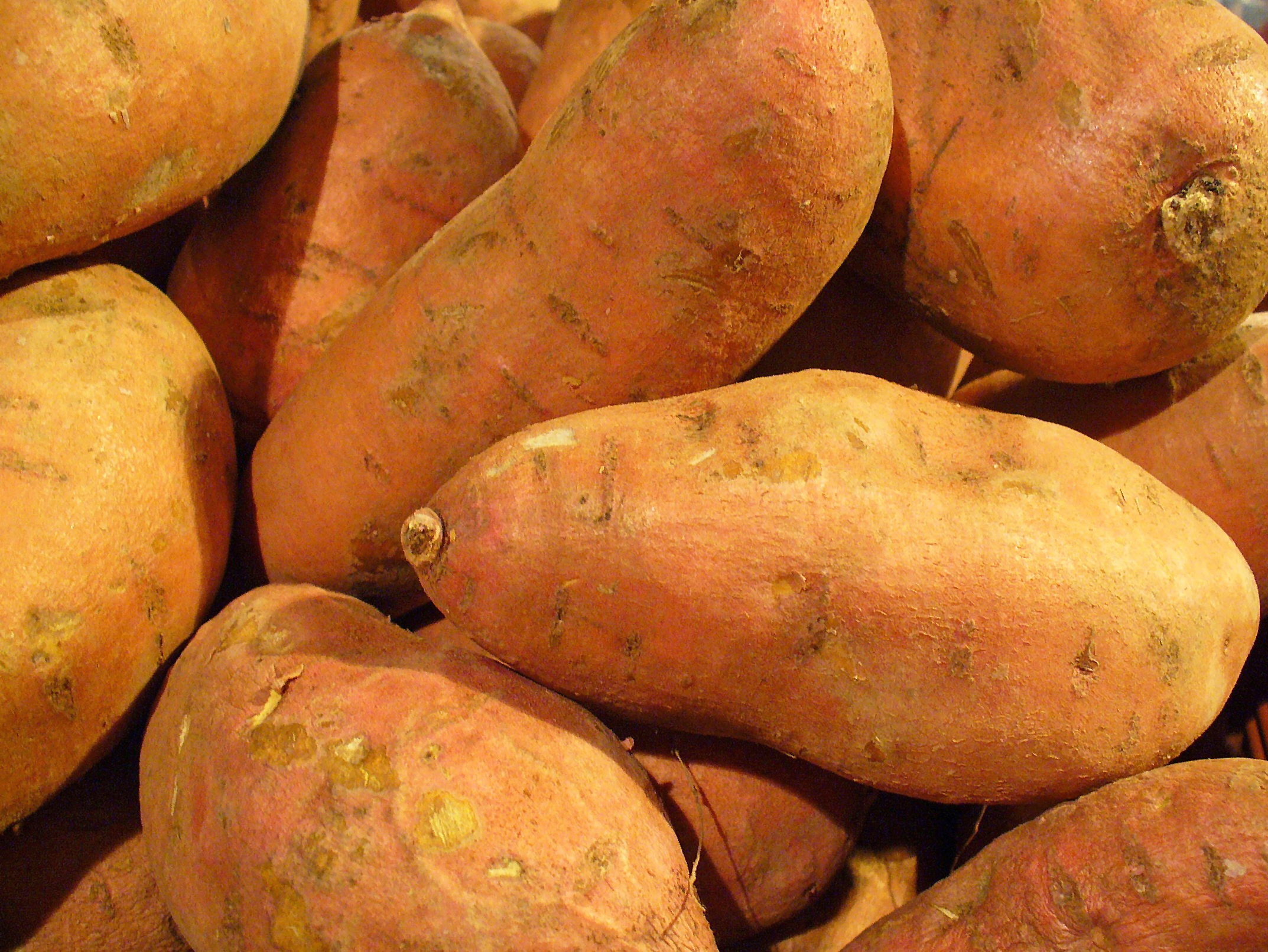

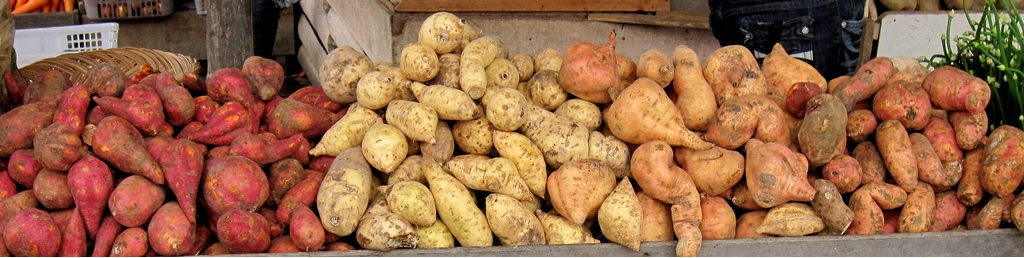

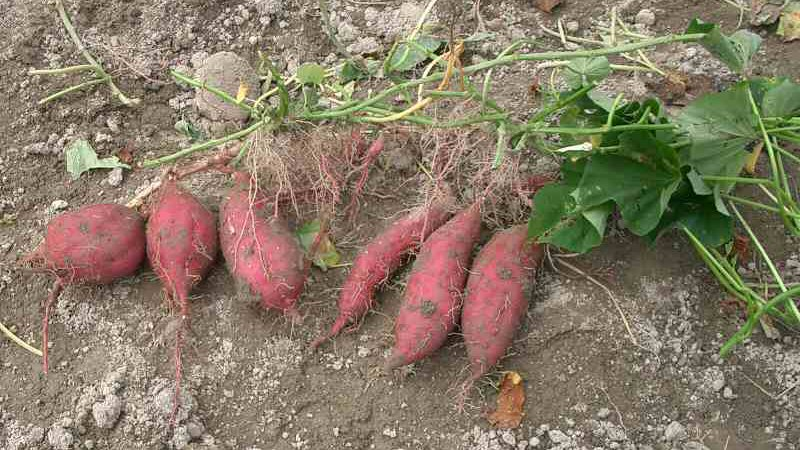

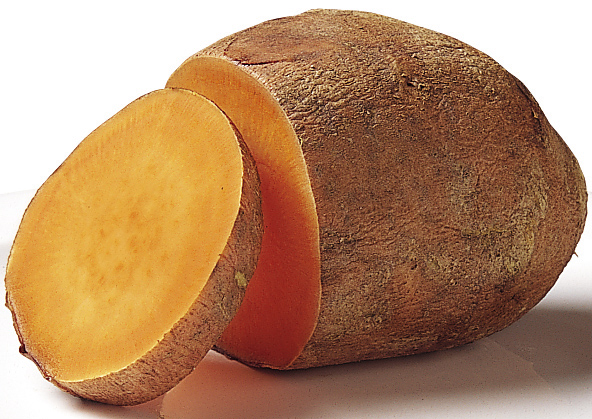

Cartoful-dulce, batata sau batatul (Ipomoea batatas) este o plantă dicotiledonată care aparține familiei Convolvulaceae. Este originară din America. Rădăcina este comestibilă, având un gust dulce.

## Utilizare

### Bucătărie
Cartofii-dulci se folosesc în același mod cum se folosesc cartofii obișnuiți. Se pot fierbe, prăji sau se pot băga la cuptor. Nedecojiți se pot pune în microunde. De asemenea, în cuptor pot fi preparați cu coajă. Cartofii-dulci copți fac parte din meniul curcanului tradițional, care este mâncat în Statele Unite ale Americii de Ziua Recunoștinței. În bucătăria asiatică, în special în cea coreeană, cartofii-dulci sunt utilizați frecvent și preparați ca tăiței, spre exemplu la mâncarea tradițională coreeană japchae. În Japonia, cartofii dulci sunt folosiți în principal pentru deserturi, cum ar fi Yokan. O băutură alcoolică tipică, care se obține din acesta, este imojōchū în Japonia și soju în Coreea. În Africa, frunzele de cartofi-dulci sunt fierte, similar cu spanacul, si rezultatul este adesea servit ca garnitură pentru batate.
Cartofii-dulci pot avea un înalt conținut de acid oxalic, motiv pentru care este recomandat consumul împreună cu produse lactate. 
Cartoful-dulce poate avea mai multe varități de culoare, de la portocaliu, la mov sau chiar maro. De aceea este indicat ca atunci când este consumat să nu se îndepărteze coaja subțire, deoarece conține numeroase fibre, Potasiu și quecetină – substanță recunoscută pentru efectele sale antioxidante excepționale.
În România, în localitatea Corod din județul Satu Mare s-a început cultivarea în grădini.

### Plantă ornamentală
Fiind o plantă agățătoare, poate fi folosită la decorarea fațadelor caselor.